# Rubaiyat
Les Rubaïyat d'Omar Khayyam (robayat, robâ‘iyât ou roubaïyat selon la traduction, persan : رباعیات عمر خیام) sont une collection de poèmes, écrits en persan, attribués à l'écrivain et savant perse Omar Khayyam (1048-1131). La traduction de « rubaïyat » est « quatrains ». D'autres poètes écrivirent des rubaïyat, dans la tradition de Khayyam : Fernando Pessoa, Yéghiché Tcharents, par exemple.

## Structure d'un rubaï
Les deux premiers vers d'un rubaï (singulier de rubaïyat) riment ensemble avec le dernier, le troisième étant un vers libre. Selon Sadegh Hedayat, le quatrain persan est composé de deux distiques (beyt), soit au total quatre vers. Le rythme des vers 1, 2 et 4 de chaque quatrain doit en principe être sur le modèle « ¯ ¯ ˘ ˘ ¯ ¯ ˘ ˘ ¯ ¯ ˘ ˘ ¯ », (son bref : ˘ ; long : ¯). Pour l'orientaliste français James Darmesteter (1849-1894), cette forme est « la plus puissante de cette poésie lorsqu'elle est maniée par un vrai poète. »

#### Traductions
- Rubayat (trad. Armand Robin, préf. André Velter), Paris, Gallimard, coll. « Poésie », 1994, 109 p. (ISBN 978-2-070-32785-0)
- Les Quatrains (trad. Madhy Fouladvind, préf. Mahdi Fouladvind), Monaco, Éd. du Rocher, coll. « Les grands textes spirituels », 1996, 214 p. (ISBN 978-2-268-02325-0)
- Les Chants d'Omar Khayam, traduction française par M.F. Fartaneh et Jean Malaplate du livre de Sadegh Hedayat, éd. José Corti, Paris 1993, réédition 2005,

#### Études
- (en) Multiple Authors, « KHAYYAM, OMAR », sur iranicaonline.org, Encyclopædia Iranica, 2017 (consulté le 11 février 2023)